# Sulfuro
En química, se denomina sulfuro al anión inorgánico S2-, base conjugada del ácido sulfhídrico o sulfuro de hidrógeno (H2S). También se denomina sulfuros a los compuestos metálicos que contienen este anión y en química orgánica, a los tioéteres, por considerarse estos compuestos como derivados del H2S al que se le ha sustituido cada hidrógeno por un radical orgánico. Los sulfuros metálicos tienen carácter iónico y suelen ser poco solubles en agua, con la excepción de los sulfuros de metales alcalinos. Consecuencia de su baja solubilidad es frecuente su presencia natural formando depósitos minerales (pirita, calcopirita, argentita, etc.). En la naturaleza, se forma en las zonas pantanosas y en el tratamiento de lodos de aguas residuales, mediante transformaciones anaeróbicas del azufre contenido en las proteínas o bien por reducción bacteriana de sulfatos. Se desprende también en las emisiones gaseosas de algunos volcanes y es así mismo un subproducto de algunos procesos industriales.

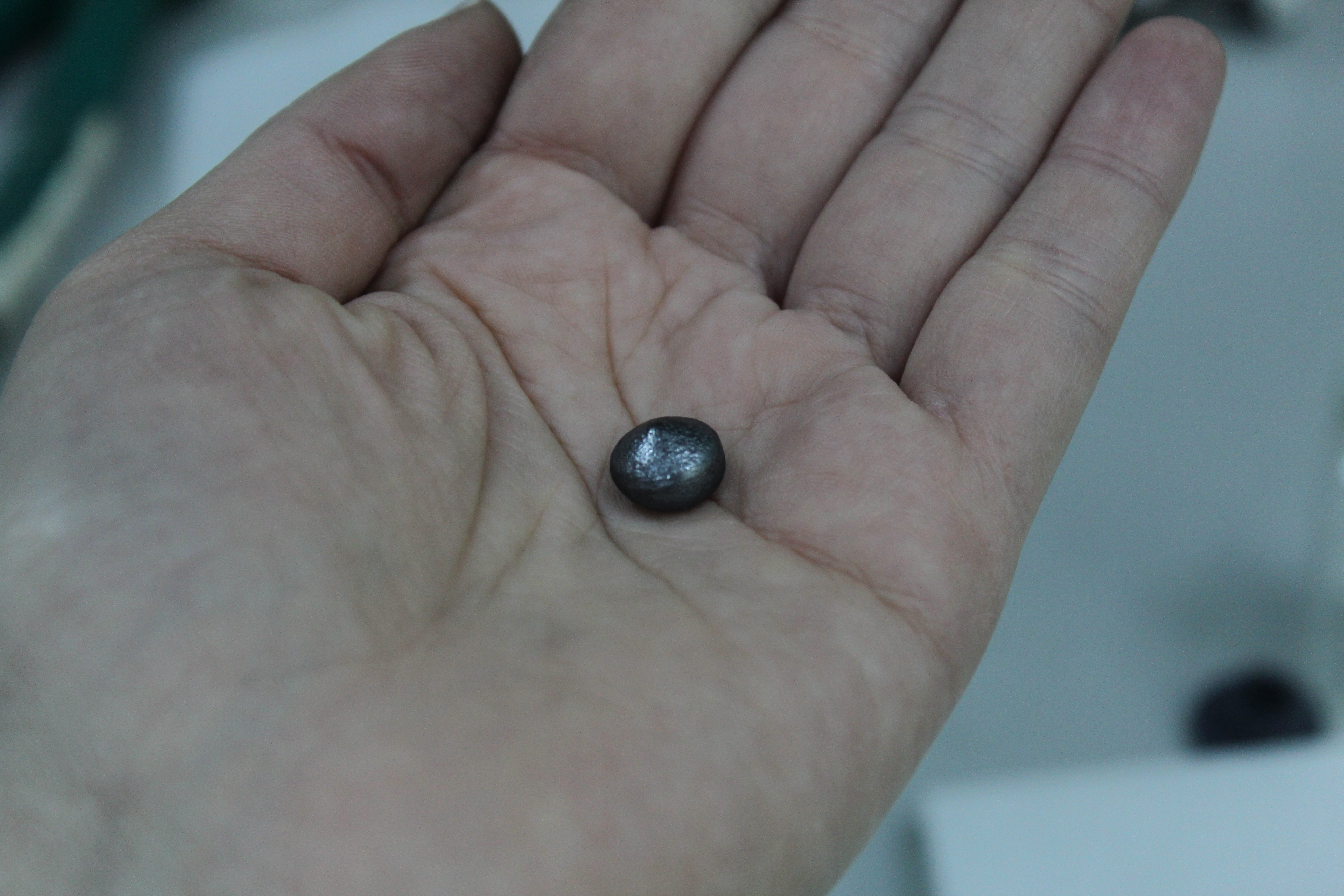
Aleación de sulfuros de elementos alcalinotérreos y de tierras raras producida en HFC (corriente de alta frecuencia) (Ver detalles de la imagen)

## Propiedades químicas
La mayoría de los sulfuros metálicos son muy poco solubles en agua, con excepción de los sulfuros alcalinos y el sulfuro amónico, (NH4)2S. Los sulfuros de elementos más electropositivos son solubles en disoluciones acuosas o débilmente ácidas formando sulfuro de hidrógeno. Con los elementos más electronegativos forma compuestos covalentes, como el sulfuro de carbono (CS2)  o los cloruros de azufre (SCl2, S2Cl2). 

### Propiedades ácido-base
Al proceder estas sales de un ácido muy débil, el sulfuro de hidrógeno, H2S (pKa1 = 7,0 y pKa2 = 13,8), las disoluciones de ion S2- tienen carácter alcalino, pues tienden a hidrolizarse, formando sulfuro ácido (HS-).
{\displaystyle {\ce {S^2- + H2O <=> HS- + OH-}}}
Una disolución de sulfuro de sodio (Na2S) de concentración 0,1 M tendría un pH de aproximadamente 13, como si de una base fuerte se tratara. En medio ligeramente ácido, a pH inferior a 5, el ion sulfuro  se convierte el sulfuro de hidrógeno prácticamente en su totalidad.
{\displaystyle {\ce {S^2- + H+ <=> HS-}}}
{\displaystyle {\ce {HS- + H+ <=> H2S}}}

### Propiedades redox
El sulfuro es un reductor moderado cuyo proceso de oxidación está determinado por el oxidante y el pH del medio. Dependiendo de las condiciones, la oxidación puede producir azufre elemental, polisulfuros o sulfato. En medio ácido. dependiendo de la sustancia que actúa como oxidante, puede ser oxidado a azufre elemental, a sulfato (SO42-) o a sulfato ácido (HSO4-). Las oxidaciones pueden ser llevadas a cabo por oxidantes relativamente fuertes como el agua regia o el ácido nítrico concentrado o por determinados iones metálicos o semimetálicos con carácter oxidante. En algunos casos, simultáneamente a la reacción redox, se produce precipitación del sulfuro correspondiente. Es el caso del As(V):
{\displaystyle {\ce {2AsO2+ + 5S^2- + 8H+ -> As2S5(s) + 4H2O}}}
{\displaystyle {\ce {2AsO2+ + 5S^2- + 8H+ -> As2S3(s) + S(s) + 4H2O}}}
En la primera reacción no hay oxidación del ion sulfuro, solo la precipitación del pentasulfuro de arsénico(V), mientras que en la segunda el arsénico se reduce de As(V) a As(III) precipitando como sulfuro arsenioso y parte del sulfuro se oxida a azufre elemental. El que se de una u otra reacción depende del pH y de la temperatura.
Los sulfuros metálicos reaccionan con halógenos, formando azufre y sales metálicas.

### Reacciones de precipitación

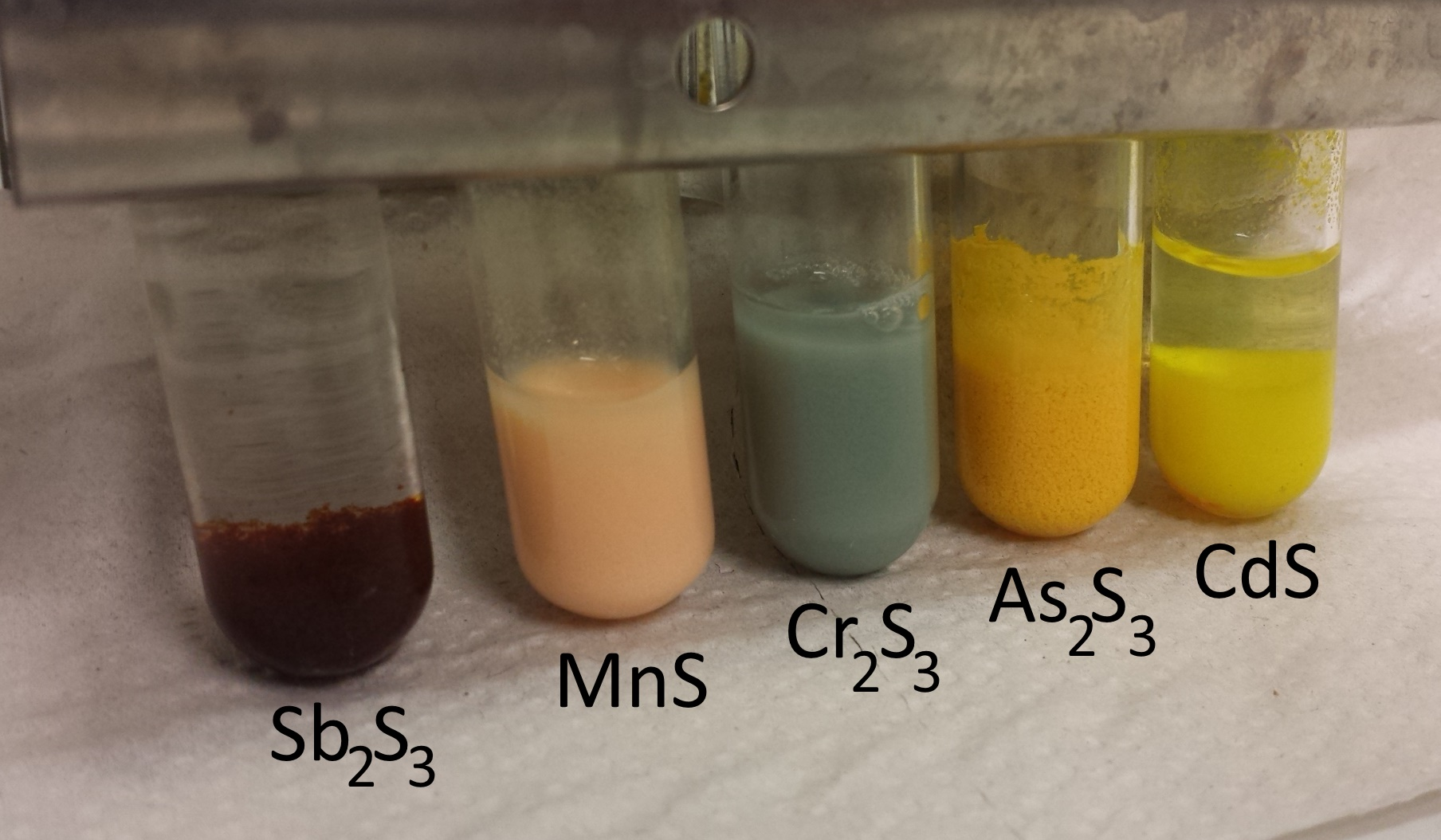
Diferentes precipitados de sulfuros de metales y semimetales

Las soluciones acuosas de la mayoría de los cationes de metales de transición, así como los de los metales del bloque p y semimetales reaccionan con fuentes de sulfuro (H2S, NaHS, Na2S) para precipitar los correspondientes sulfuros sólidos. 
| V |    | Mn | Fe | Co | Ni | Cu | Zn | Ga | Ge | As | Se |
| - | -- | -- | -- | -- | -- | -- | -- | -- | -- | -- | -- |
|   | Mo | Te | Ru | Rh | Pd | Ag | Cd | In | Sn | Sb | Te |
|   | W  | Re | Os | Ir | Pt | Au | Hg | Tl | Pb | Bi | Po |
|   | U  |    |    |    |    |    |    |    |    |    |    |

Estos sulfuros inorgánicos suelen tener muy baja solubilidad en agua, con constantes de solubilidad que en algunos casos pueden llegar a ser de 8 x 10-51, caso del Ag2S o incluso menores, como 4 x 10-70 en el caso del In2S3. Tan baja solubilidad hace que en el momento de la reacción, al mezclar los reactivos se produzca una elevada sobresaturación que da lugar a precipitados de tamaño muy reducido, muy difíciles de filtrar. Además, esta precipitación en forma coloidal conduce a fenómenos de coprecipitación, en los que el precipitado de sulfuro metálico formado arrastra o ocluye en el cristal otras especies presentes en la disolución. En algunos casos, simultáneamente a la reacción de precipitación se produce otra de oxidación-reducción.

## Minerales de sulfuro
En la naturaleza en muy frecuente la presencia de sulfuros, que por lo general, se encuentran formando grandes depósitos minerales que constituyen la base de la metalurgia de numerosos metales. También se encuentran presentes en las zonas pantanosas y en zonas volcánicas, pues se desprenden junto con los gases de algunos volcanes, así como en zonas hidrotermales de origen volcánico. En geología  hay que destacar la gran importancia económica que tiene la minería de extracción de minerales de sulfuro, pues los sulfuros naturales son las menas minerales más empleadas en la metalurgia, para la obtención de hierro, plomo, estaño o manganeso, entre otros muchos metales. 
Los minerales sulfuros se clasifican en el grupo o clase 2 según el sistema de clasificación de Strunz. Muchos de los minerales sulfuro tienen aspecto metálico y brillo también metálico. Las densidades de estos minerales son altas, de hasta nueve.  Presentan además, unos índices de refracción altos y presentan conductividad tanto eléctrica como calorífica, actuando algunos como semiconductores.
Entre estos minerales están: 
- Argentita: Ag2S (sinónimo: Argirita)
- Arsenopirita: FeAsS (sinónimo: Mispiquel)
- Bismutina: Bi2S3
- Blenda: ZnS (sinónimo: Esfalerita)
- Bornita: Cu5FeS4 (sinónimo: Erubescita)

- Bowieíta: (Rh,Ir,Pt)2S3 (sinónimo: Sulrodita)
- Calcopirita: CuFeS2
- Calcosina: Cu2S (sinónimo: Calcocita)
- Cinabrio: HgS
- Enargita: Cu3AsS4
- Estibina: Sb2S3 (sinónimo; Antimonita)
- Galena: PbS
- Glaucodor: (Co,Fe)AsS
- Molibdenita: MoS2
- Oropimente: As2S3
- Pirita: FeS2
- Pirrotina: Fe11S12
- Rejalgar: AsS
- Tetraedrita: Cu3SbS3
- Troilita: FeS
- Wurtzita: ZnS

Muchos sulfuros son significativamente tóxicos por inhalación o ingestión, especialmente si el ion metálico es tóxico. Por otro lado muchos sulfuros, cuando se exponen a la acción de un ácido mineral fuerte, liberan sulfuro de hidrógeno.